# 2980 Cameron
Cameron (asteróide 2980) é um asteróide da cintura principal, a 2,1088066 UA. Possui uma excentricidade de 0,1796955 e um período orbital de 1 505,5 dias (4,12 anos).
Cameron tem uma velocidade orbital média de 18,57641569 km/s e uma inclinação de 7,27543º.
Este asteróide foi descoberto em 2 de Março de 1981 por Schelte J. Bus.